# 90328 Haryou
90328 Haryou è un asteroide della fascia principale. Scoperto nel 2003, presenta un'orbita caratterizzata da un semiasse maggiore pari a 2,3330092 UA e da un'eccentricità di 0,1224384, inclinata di 6,44003° rispetto all'eclittica.